# Helmsley
Helmsley är en by och en civil parish  i North Yorkshire i England. Orten har 1 559 invånare (2001).